# 澤西島民事結合
澤西島承認同性民事結合。2011年12月14日英女皇簽署此法案，並於2012年1月6日於皇家法庭註冊。2012年4月2日法案正式生效。

## 外部連結
- CIVIL PARTNERSHIP (JERSEY) LAW 2012